# Nada (romance)
Nada, é o primeiro romance da autora espanhola Carmen Laforet, publicado em 1945.

## Enredo
O romance se passa na Barcelona pós-Guerra Civil Espanhola. É narrado por sua personagem principal, Andrea, uma jovem solitária que muda-se para Barcelona para morar na casa da avó e cursar a faculdade de Letras. Ela chega à cidade cheia de expectativas, mas a realidade a assusta logo no primeiro dia, ao ter contato com a família.
O governo concedeu a Andrea uma bolsa de estudos e um auxílio de subsistência para que ela possa frequentar a universidade. Ela viaja para Barcelona, para a casa de sua avó, apenas para encontrá-la imunda e caindo aos pedaços. Sua avó frágil e devotamente católica parece não ter consciência do ambiente miserável em que se encontra. Também vivem na casa em ruínas uma tia rígida e controladora, Angustias, um tio malandro, mas talentoso musicalmente, Román, e outro tio, Juan, que abusa de sua linda esposa Gloria. O grupo inteiro briga com frequência durante a estadia de Andrea, e Angustias acaba escapando e entrando para um convento.
Na universidade, Andrea faz amizade com uma garota rica, Ena, que começa um relacionamento estranho com o tio de Andrea, Román. Ela finge se importar com ele, mas na verdade está se vingando do mau tratamento que ele deu à sua mãe anos antes.
Quando Román se envolve no mercado negro, Gloria o denuncia às autoridades. Ele comete suicídio, com medo de ser preso pela polícia franquista .
Ena e sua família se mudam para Madri e logo mandam Andrea se juntar a eles. O pai de Ena se oferece para dar um emprego a Andrea e subsidiar sua educação. Na parte final do romance, Andrea é recolhida pelo carro luxuoso da família, deixando para trás sua vida desagradável na Rua Aribau, em Barcelona.

## Recepção
Nada foi publicado em 1945, quando Laforet tinha 23 anos, e lhe rendeu o primeiro Prêmio Nadal literário na Espanha.

Este livro passou pela censura do Estado franquista e, portanto, evita abordar diretamente a dureza do governo da época. No entanto, o livro tornou-se muito popular quando finalmente passou pela censura de Franco. É considerada uma contribuição importante para a escola de literatura existencialista da Espanha pós-Guerra Civil.
[É um] romance de referência da literatura espanhola do século XX. Com uma escrita concisa, moderna, dramática, capaz de, com eficazes, mesmo que breves, pinceladas, compor um quadro de grande realismo e unidade, Carmen Laforet legou-nos uma narrativa que conseguiu sobreviver à passagem do tempo.
Ana Cristina Leonardo, Expresso

Meio século depois de ter sido publicado, este belo e terrível romance continua vivo.
Mario Vargas Llosa, Prêmio Nobel de Literatura

Uma obra-prima escrita com admirável mestria, que mantém o leitor submerso numa história da qual não quer sair.
The Guardian